# PSV in het seizoen 1955/56
Het seizoen 1955/1956 was het tweede jaar in het bestaan van de Eindhovense betaaldvoetbalclub PSV. De club kwam uit in de Hoofdklasse B en eindigde daarin op de vierde plaats, dit betekende dat de club in het nieuwe seizoen uitkwam in de Eredivisie.

## Wedstrijdstatistieken

### Hoofdklasse B
|       | Alkmaar '54 | BVV   | D.F.C. | EDO   | Elinkwijk | Emma  | Feijenoord | De Graafschap | GVAV  | MVV   | Rapid JC | SHS   | Sittardia | Sportclub Enschede | SVV   | De Volewijckers | Willem II |
| ----- | ----------- | ----- | ------ | ----- | --------- | ----- | ---------- | ------------- | ----- | ----- | -------- | ----- | --------- | ------------------ | ----- | --------------- | --------- |
| Thuis | 4 – 3       | 1 – 0 | 6 – 2  | 5 – 0 | 4 – 1     | 4 – 0 | 1 – 5      | 3 – 2         | 3 – 0 | 2 – 2 | 3 – 0    | 4 – 1 | 4 – 1     | 5 – 0              | 3 – 1 | 5 – 2           | 1 – 2     |
| Uit   | 3 – 2       | 2 – 3 | 3 – 1  | 1 – 3 | 3 – 0     | 1 – 0 | 4 – 3      | 2 – 4         | 2 – 1 | 2 – 3 | 0 – 0    | 5 – 3 | 1 – 2     | 2 – 2              | 0 – 1 | 0 – 6           | 2 – 4     |

## Statistieken PSV 1955/1956

### Eindstand PSV in de Nederlandse Hoofdklasse B 1955 / 1956
| Stand | Gespeeld | Gewonnen | Gelijk | Verloren | Punten | Doelpunten voor | Doelpunten tegen |
| ----- | -------- | -------- | ------ | -------- | ------ | --------------- | ---------------- |
| 4e    | 34       | 22       | 3      | 9        | 47     | 96              | 55               |

### Topscorers
| Competitie \| # \| Naam \| \| \| ------ \| ----------------- \| -- \| \| 1. \| Coen Dillen \| 34 \| \| 2. \| Piet Fransen \| 22 \| \| 3. \| Toon Brusselers \| 20 \| \| 4. \| Theo Buenen \| 11 \| \| 5. \| Ad van Tuijl \| 3 \| \| 6. \| Miel d’Hooghe \| 2 \| \| 7. \| Harry van Elderen \| 1 \| \| 7. \| Milan Nikolić \| 1 \| \| 7. \| Cor Smulders \| 1 \| \| 7. \| Roel Wiersma \| 1 \| \| Totaal \| Totaal \| 96 \| |                   |      |
| # | Naam              | Goal |
| 1. | Coen Dillen       | 34   |
| 2. | Piet Fransen      | 22   |
| 3. | Toon Brusselers   | 20   |
| 4. | Theo Buenen       | 11   |
| 5. | Ad van Tuijl      | 3    |
| 6. | Miel d’Hooghe     | 2    |
| 7. | Harry van Elderen | 1    |
| 7. | Milan Nikolić     | 1    |
| 7. | Cor Smulders      | 1    |
| 7. | Roel Wiersma      | 1    |
| Totaal | Totaal            | 96   |